# Lasse-Majas detektivbyrå
För andra betydelser, se Lasse-Majas detektivbyrå (olika betydelser).
Lasse-Majas detektivbyrå (stiliserat LasseMajas detektivbyrå) är en barnboksserie skriven av Martin Widmark och illustrerad av Helena Willis. Serien riktar sig huvudsakligen till barn i åldern 7-9 år. Den första boken om Lasse-Majas detektivbyrå är Diamantmysteriet och sammanlagt har hittills (2021) trettio deckarböcker i serien givits ut.

## Handling och uppbyggnad
Serien handlar om en flicka (Maja) och en pojke (Lasse) som bor i den lilla staden Valleby. De har ett brinnande intresse för mysterier, och har därför startat en detektivbyrå. De brukar ofta hjälpa polismästaren med svåra fall som att hitta vem som stjäl dyra saker som plånböcker, klockor och mobiltelefoner under cirkusföreställningarna i "Cirkusmysteriet". Böckerna utspelar sig alla i Valleby och stadens geografiska uppbyggnad framgår av den karta som inleder varje volym. Persongalleriet har en central roll i böckerna och samma person återkommer i flera volymer.
Böckerna riktar sig till yngre läsare och är uppbyggda på samma sätt. Kapitelböckerna har åtta till tio kapitel där de två första kapitlen används för att presentera persongalleriet och eventuella motiv för brottet. I det avslutande kapitlet brukar Lasse och Maja förklara hur brottet gick till och hur de listade ut lösningen. Uppbyggnaden och stilen påminner om en pusseldeckare.

## Böcker

### Volymer
- 2002 – Diamantmysteriet
- 2002 – Hotellmysteriet
- 2003 – Cirkusmysteriet
- 2003 – Cafémysteriet
- 2004 – Mumiemysteriet
- 2004 – Biografmysteriet
- 2005 – Tågmysteriet
- 2005 – Tidningsmysteriet
- 2006 – Skolmysteriet
- 2006 – Guldmysteriet
- 2006 – Saffransmysteriet
- 2007 – Zoomysteriet
- 2007 – Biblioteksmysteriet
- 2008 – Fotbollsmysteriet
- 2008 – Kyrkomysteriet
- 2009 – Kärleksmysteriet
- 2009 – Galoppmysteriet
- 2010 – Campingmysteriet
- 2011 – Sjukhusmysteriet
- 2011 – Simborgarmysteriet
- 2012 – Födelsedagsmysteriet
- 2012 – Schlagersabotören[1]
- 2013 – Cykelmysteriet
- 2014 – Brandkårsmysteriet
- 2015 – Fängelsemysteriet
- 2016 − Modemysteriet[2]
- 2017 − Slottsmysteriet
- 2018 – Silvermysteriet
- 2019 – Filmmysteriet
- 2020 – Detektivmysteriet
- 2021 – Musikmysteriet
- 2022 – Maskeradmysteriet
- 2023 – Dinosauriemysteriet
- 2024 – Rymdmysteriet

### Klur- och pysselböcker
- Bronsboken
- Silverboken
- Guldboken
- Diamantboken
- Lärarhandling för Diamantmysteriet
- Kluriga målarboken
- Postuppdraget
- Nyckeluppdraget
- Korsordsboken
- Andra korsordsboken
- Lasse och Maja pussel
- Hunduppdraget
- Måla och pyssla
- Kompisboken
- "Nya kompisboken"
- LasseMajas teaterbok

## Sällskapsspel
- Huller om buller i Valleby
- Brått i Valleby

## CD-skivor
- Radio Valleby

## Filmatiseringar

### Långfilmer
- 2008 – LasseMajas detektivbyrå – Kameleontens hämnd
- 2013 – LasseMajas detektivbyrå – von Broms hemlighet
- 2014 – LasseMajas detektivbyrå – Skuggor över Valleby
- 2015 – LasseMajas detektivbyrå – Stella Nostra
- 2018 – LasseMajas detektivbyrå – Det första mysteriet
- 2020 – LasseMajas detektivbyrå – Tågrånarens hemlighet
- 2022 – LasseMajas detektivbyrå – Skorpionens gåta
- 2024 – LasseMajas detektivbyrå – Maskoten som försvann

### TV-serier
2006 släpptes den första filmatiseringen av LasseMajas detektivbyrå som sändes i SVT julen 2006 som en julkalender med Teodor Runsiö och Matilda Grahn i huvudrollerna som Lasse och Maja. Samma skådespelare kom senare att 2008 göra en uppföljare i filmen Kameleontens hämnd.
2015 uttryckte författaren Martin Widmark och illustratören Helena Willis ett intresse för att göra en animerad TV-serie.
4 december 2020 släpptes en TV-serie baserad på LasseMajas detektivbyrå på TV4 och Cmore och 3 december 2021 släpptes en andra säsong.

## Spel

### Datorspel
Det första datorspelet om Lasse-Majas Detektivbyrå kom till julkalendern 2006. Det nästa spelet Lasse-Majas Detektivbyrå – Kameleontens hämnd lanserades i december 2008 i samband med att filmen med samma namn hade premiär och distribuerades genom skivor som delades ut i biograferna. Båda spelen har producerats av spelstudion Bajoum Interactive AB.

### Mobilspel
Det första mobilspelet om Lasse-Majas Detektivbyrå lanserades år 2011 med titeln "Lasse-Maja - Hitta Tjuven". Spelet går ut på att hitta tjuven bland ansikten på ett antal misstänkta. Lasse & Maja läser upp ledtråd efter ledtråd så att barnet kan släcka ner de misstänkta som är oskyldiga. Till slut finns det bara en kvar som är tjuven. När tjuven har hittats får barnet en medalj beroende på hur snabbt tjuven hittades.

## Tecknad serie
En serietidning med deckarparet ges ut av Egmont sen 2020.

## Fysiska platser

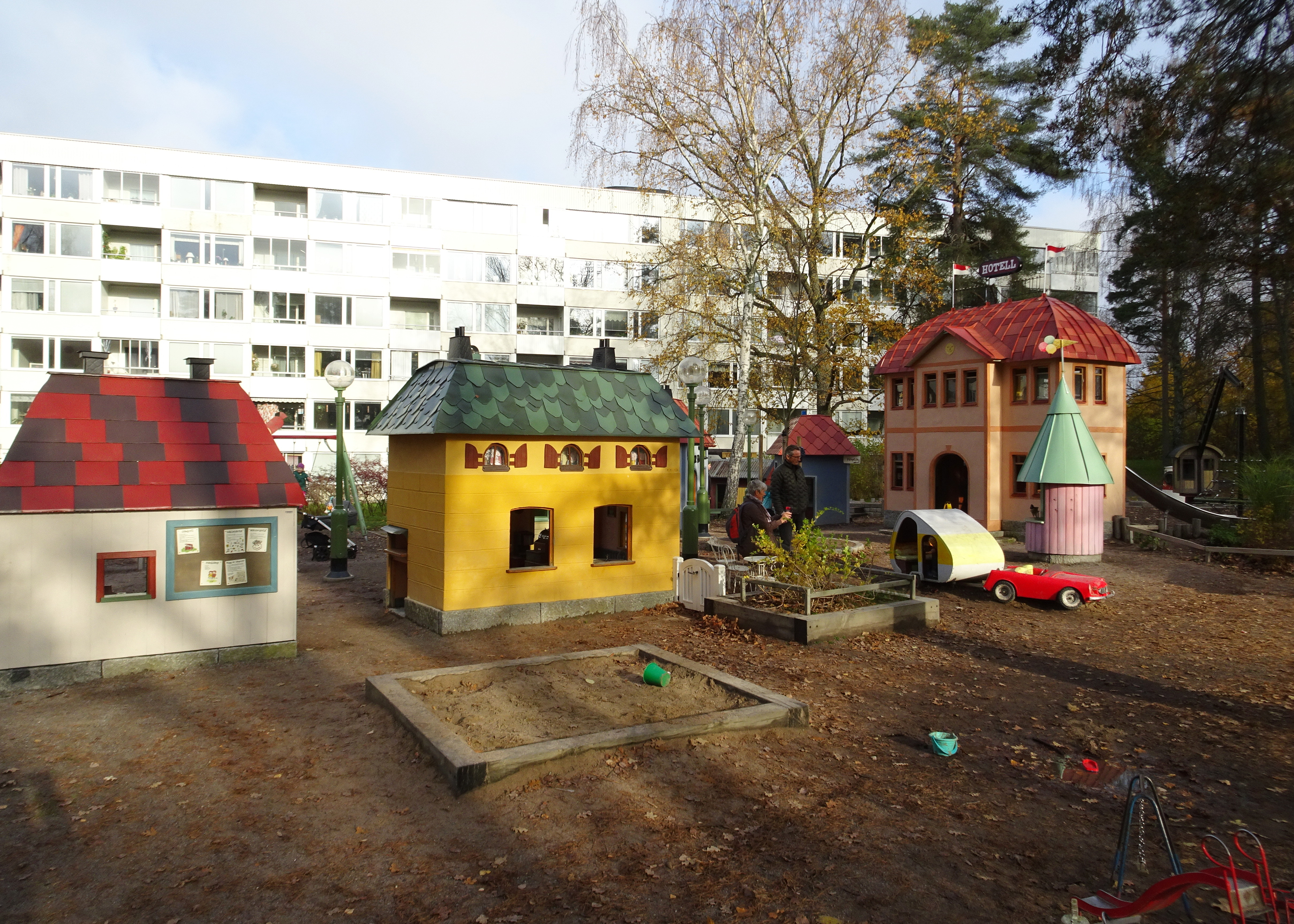
En bit av Härbreparken i Huddinge

Sedan 2014 finns det en lekplats med Lasse-Maja-tema i Härbreparken i Huddinge.
År 2023 öppnade Lasse-Majas Deckarhus i Gamla Linköping i Linköping.